# Ваад, Мохаммед
Мохаммед Ваад Абдулвахаб Джадуа аль-Баяти (араб. محمد وعد عبد الوهاب جدوع البياتي‎; род. 18 сентября 1999, Багдад) — катарский футболист, полузащитник клуба «Аль-Садд» и сборной Катара по футболу.

## Карьера
Родился 18 сентября 1999 года в городе Багдаде. Карьеру начал в «Аль-Садде». В первом сезоне выходил на замену в двух матчах, сыграл в общей сложности 20 минут. Дебютировал за свой первый клуб в матче против «Аль-Гарафы», где заменил партнёра по команде Али Асадаллу на 90-й минуте. Во втором сезоне ни разу не вышел на поле в официальных матчах. В 2018 перешёл в аренду в испанский клуб «Культураль Леонеса». За вторую команду нового клуба дебютировал 24 ноября 2018 года в матче против «Реал Авила», где вышел на замену на 73-й минуте. 1 января 2019 года перешёл в аренду в «Аль-Ахли» за 50 тысяч евро. Дебютировал за клуб в матче против «Аль-Хора», где был заменен на 60-й минуте. Единственный гол за время аренды забил «Аль-Араби» на 86-й минуте. 1 июля того же года перешёл в аренду в ФК «Аль-Вакра». Дебютировал за клуб 21 августа 2019 года в первом туре в проигранном матче против «Аль-Садда». Первый гол за «Аль-Ахра» забил в ворота «Аль-Араби» на 40-й минуте, открыв тем самым счёт в матче. С сезона 2020/2021 выступает за «Аль-Садд».

### Международная
Выступал за молодёжные сборные Катара. Был включён в состав сборной на Чемпионат мира 2022 года.

### Достижения
«Аль-Садд»
- Чемпион Катара (2): 2020/21, 2021/22
- Обладатель Кубка эмира Катара (2): 2020, 2021